# تپه رستم عالی
تپه رستم عالی مربوط به مفرغ- سده‌های میانه دوران‌های تاریخی پس از اسلام است و در شهرستان دالاهو، بخش مرکزی، دهستان بیونیج، ۱/۲ کیلومتری غرب روستای سرتنگ واقع شده و این اثر در تاریخ ۲۷ اسفند ۱۳۸۶ با شمارهٔ ثبت ۲۲۴۸۷ به‌عنوان یکی از آثار ملی ایران به ثبت رسیده است.